# Саве-Шемшаки, Хусейн
Хусейн Саве-Шемшаки (перс. حسین ساوه‌شمشکی‎; 5 августа 1985, Тегеран) — иранский горнолыжник, участник Олимпийских игр 2010 и 2014 годов.
Его брат, Пурия Саве-Шемшаки, также занимается горнолыжным спортом и выступал на Олимпийских играх в Ванкувере.

## Биография
В спортивной программе на Олимпийских играх в Ванкувере Хусейн выступал в слаломе (1:56,39; 41 место) и гигантском слаломе (3:05,87; 70 место).
На Олимпийских играх в Сочи он также выступал в слаломе (1:59,36; 31 место) и гигантском слаломе (3:05,22; 55 место)..
На церемонии открытия Олимпийских игр в Сочи нёс флаг своей страны.